# Premio Nacional de Narrativa (España)
El Premio Nacional de Literatura en la modalidad de Narrativa es un premio literario que otorga anualmente el Ministerio de Cultura de España. 
Premia la mejor obra en modalidad de narrativa escrita por un autor español, en cualquiera de los idiomas españoles, entre todas las obras de este género publicadas en España en el año anterior, en su primera edición. Está dotado con 20.000 euros. 
Es un premio de larga trayectoria, ya que tiene sus antecedentes en 1924, con distintas reformas en 1949 y 1977.

## Galardonados

### 1.ª época del galardón: Premio Nacional de Literatura
- 1924 - Huberto Pérez de la Ossa (1897-1983), por La Santa Duquesa
- 1925 - No se otorgó
- 1926 - Wenceslao Fernández Flórez (1885-1964), por Las siete columnas
- 1927 - Concha Espina (1º) (1869-1955), por Altar mayor
- 1928 - No se otorgó
- 1929 - Ángel Cruz Rueda (1888-1961), por Las gestas heroicas castellanas contadas a los niños[1]
- 1930 - No se otorgó
- 1931 - Mauricio Bacarisse (1895-1931), por Los terribles amores de Agliberto y Celedonia
- 1932 - Alejandro Casona (1903-1965), por Flor de leyendas
- 1933 - No se otorgó
- 1934 - No se otorgó
- 1935 - Ramón J. Sender (1901-1982), por Míster Witt en el cantón
- 1936 - Ricardo Baroja (1871-1953), por La nao Capitana
- 1937 - No se otorgó
- 1938 - No se otorgó
- 1939 - No se otorgó
- 1940 - No se otorgó
- 1941 - No se otorgó
- 1942 - No se otorgó
- 1943 - Rafael García Serrano (1917-1988), por La fiel Infantería
- 1944 - No se otorgó
- 1945 - No se otorgó
- 1946 - No se otorgó
- 1947 - Vicente Escrivá (1913-1999), por Jornadas de Miguel de Cervantes
- 1948 - Juan Antonio Zunzunegui (1º) (1900-1982), por La úlcera
- 1949 - No se otorgó

### 2.ª época del galardón: Premio Nacional de Literatura "Miguel de Cervantes" de narraciones
- 1950 - Concha Espina (2º) (1869-1955), por Un valle en el mar
- 1951 - Ramón Ledesma Miranda (1901-1963), por La casa de la Fama
- 1952 - José Antonio Giménez-Arnau (1912-1985), por De pantalón largo
- 1953 - José María Gironella (1917-2003), por Los cipreses creen en Dios
- 1954 - Tomás Salvador (1921-1984), por Cuerda de presos
- 1955 - Miguel Delibes (1º) (1920-2010), por Diario de un cazador
- 1956 - Carmen Laforet (1921-2004), por La mujer nueva
- 1957 - Alejandro Núñez Alonso (1905-1982), por El lazo de púrpura
- 1958 - José Luis Castillo-Puche (1º) (1919-2004), por Hicieron partes
- 1959 - Ana María Matute (1925-2014), por Los hijos muertos / La obra también obtuvo el Premio de la Crítica
- 1960 - Daniel Sueiro (1931-1986), por Los conspiradores (libro de relatos)
- 1961 - Manuel Halcón (1900-1989), por Monólogo de una mujer fría
- 1962 - Juan Antonio Zunzunegui (2º) (1900-1982), por El premio
- 1963 - Salvador García de Pruneda (1912-1996), por La encrucijada de Carabanchel
- 1964 - Declarado desierto
- 1965 - Ignacio Agustí (1913-1974), por 19 de julio / La obra también obtuvo el Premio de la Crítica.
- 1966 - Tomás Borrás (1891-1976), por Historias de coral y de jade
- 1967 - Luis de Castresana (1925-1986), por El otro árbol de Guernica
- 1968 - Carlos Rojas (1928-2020), por Auto de fe
- 1969 - Luis Berenguer (1923-1979), por Marea escorada
- 1970 - Ramón Solís Llorente (1923-1978), por La eliminatoria
- 1971 - Ángel Palomino (1919-2004), por Torremolinos Gran Hotel
- 1972 - No se otorgó
- 1973 - José Luis Martín Abril (1918-1994), por El viento se acuesta al atardecer (libro de relatos)
- 1974 - Aquilino Duque (1931-2021), por El mono azul
- 1975 - No se otorgó
- 1976 - No se otorgó

### 3.ª época del galardón: Premio Nacional de Narrativa
- 1977 - José Luis Acquaroni (1919-1983), por Copa de sombra
- 1978 - Carmen Martín Gaite (1925-2000), por El cuarto de atrás
- 1979 - Jesús Fernández Santos (1926-1988), por Extramuros
- 1980 - Alonso Zamora Vicente (1916-2006), por Mesa, sobremesa
- 1981 - Gonzalo Torrente Ballester (1910-1999), por La isla de los jacintos cortados
- 1982 - José Luis Castillo-Puche (2º) (1919-2004), por Conocerás el poso de la nada
- 1983 - Francisco Ayala (1906-2009), por Recuerdos y olvidos, 2. El exilio
- 1984 - Camilo José Cela (1916-2002), por Mazurca para dos muertos
- 1985 - No se otorgó en esta edición.
- 1986 - Alfredo Conde (1945), por Xa vai o Griffon no vento (El Griffón) (escrito en gallego)
- 1987 - Luis Mateo Díez (1º) (1942), por La fuente de la edad / La obra también obtuvo el Premio de la Crítica.
- 1988 - Antonio Muñoz Molina (1º) (1956), por El invierno en Lisboa / La obra también obtuvo el Premio de la Crítica.
- 1989 - Bernardo Atxaga (1951), por Obabakoak (escrito en euskera)
- 1990 - Luis Landero (1948), por Juegos de la edad tardía / La obra también obtuvo el Premio de la Crítica.
- 1991 - Manuel Vázquez Montalbán (1939-2003), por Galíndez
- 1992 - Antonio Muñoz Molina (2º) (1956), por El jinete polaco
- 1993 - Luis Goytisolo (1935), por Estatua con palomas
- 1994 - Gustavo Martín Garzo (1948), por El lenguaje de las fuentes
- 1995 - Carme Riera (1948), por Dins el darrer blau (En el último azul) (escrito en catalán)
- 1996 - Manuel Rivas (1957), por Que me queres, amor? (¿Qué me quieres, amor?) (escrito en gallego)
- 1997 - Álvaro Pombo (1939), por Donde las mujeres
- 1998 - Alfredo Bryce Echenique (1939), por Reo de nocturnidad
- 1999 - Miguel Delibes (2º) (1920-2010), por El hereje
- 2000 - Luis Mateo Díez (2º) (1942), por La ruina del cielo / La obra también obtuvo el Premio de la Crítica.
- 2001 - Juan Marsé (1933-2020), por Rabos de lagartija / La obra también obtuvo el Premio de la Crítica.
- 2002 - Unai Elorriaga (1973), por SPrako tranbia (Un tranvía en SP) (escrito en euskera)
- 2003 - Suso de Toro (1956), por Trece badaladas (Trece campanadas) (escrito en gallego)
- 2004 - Juan Manuel de Prada (1970), por La vida invisible
- 2005 - Alberto Méndez (1941-2004), por Los girasoles ciegos / La obra también obtuvo el Premio de la Crítica.
- 2006 - Ramiro Pinilla (1923-2014), por Verdes valles, colinas rojas III. Las cenizas del hierro / La obra también obtuvo el Premio de la Crítica.
- 2007 - Vicente Molina Foix (1946), por El abrecartas
- 2008 - Juan José Millás (1946), por El mundo
- 2009 - Kirmen Uribe (1970), por Bilbao-New York-Bilbao (escrito en euskera) / La obra también obtuvo el Premio de la Crítica en euskera.[2]
- 2010 - Javier Cercas (1962), por Anatomía de un instante
- 2011 - Marcos Giralt Torrente (1968), por Tiempo de vida
- 2012 - Javier Marías (1951-2022), por Los enamoramientos / El autor rechazó el premio al no aceptar premios oficiales aduciendo "no querer ser etiquetado como un autor favorecido por este o aquel Gobierno".[3][4]
- 2013 - José María Merino (1941), por El río del Edén[5]
- 2014 - Rafael Chirbes (1949-2015), por En la orilla / La obra también obtuvo el Premio de la Crítica.
- 2015 - Ignacio Martínez de Pisón (1960), por La buena reputación[6]
- 2016 - Cristina Fernández Cubas (1945), por La habitación de Nona / La obra también obtuvo el Premio de la Crítica.
- 2017 - Fernando Aramburu (1959), por Patria[7] / La obra también obtuvo el Premio de la Crítica.
- 2018 - Almudena Grandes (1960-2021), por Los pacientes del doctor García
- 2019 - Cristina Morales (1985), por Lectura fácil
- 2020 - Juan Bonilla (1966), por Totalidad sexual del cosmos
- 2021 - Xesús Fraga (1971), por Virtudes (e misterios) (escrito en gallego)
- 2022 - Marilar Aleixandre (1947), por As malas mulleres (escrito en gallego)
- 2023 - Pilar Adón (1971), por De bestias y aves / La obra también obtuvo el Premio de la Crítica.
- 2024 - Raúl Quinto (1978), por Martinete del rey sombra / La obra también obtuvo el Premio de la Crítica.

## Autores que han obtenido en dos ocasiones el Premio Nacional de Narrativa
- Concha Espina: 1927 y 1950
- Juan Antonio Zunzunegui: 1948 y 1962
- José Luis Castillo-Puche: 1958 y 1982
- Antonio Muñoz Molina: 1988 y 1992
- Miguel Delibes: 1955 y 1999
- Luis Mateo Díez: 1987 y 2000 (único autor que además ha obtenido 2 veces el Premio de la Crítica)

## Autores que han obtenido por la misma obra el Premio Nacional de Narrativa y el Premio de la Crítica de narrativa castellana
Nota: ambos premios se otorgan a obras publicadas el año anterior, aunque el Premio Nacional de Narrativa se numera con el año posterior a la publicación y en el Premio de la Crítica de narrativa se mantiene el del mismo año de publicación.
- 1959: Ana María Matute, por Los hijos muertos
- 1965: Ignacio Agustí, por 19 de julio
- 1987: Luis Mateo Díez (1º), por La fuente de la edad
- 1988: Antonio Muñoz Molina por El invierno en Lisboa
- 1990: Luis Landero, por Juegos de la edad tardía
- 2000: Luis Mateo Díez (2º), por La ruina del cielo
- 2001: Juan Marsé, por Rabos de lagartija
- 2005: Alberto Méndez, por Los girasoles ciegos
- 2006: Ramiro Pinilla, por Verdes valles, colinas rojas III. Las cenizas del hierro
- 2014: Rafael Chirbes, por En la orilla
- 2016: Cristina Fernández Cubas, por La habitación de Nona
- 2017: Fernando Aramburu, por Patria
- 2023: Pilar Adón, por De bestias y aves
- 2024: Raúl Quinto, por Martinete del rey sombra